# Flymossen
Flymossen är ett naturreservat i Ljungby kommun i Kronobergs län.
Söder om Bolmån och dess utlopp i sjön Kösen ligger detta 823 hektar stora reservat. 

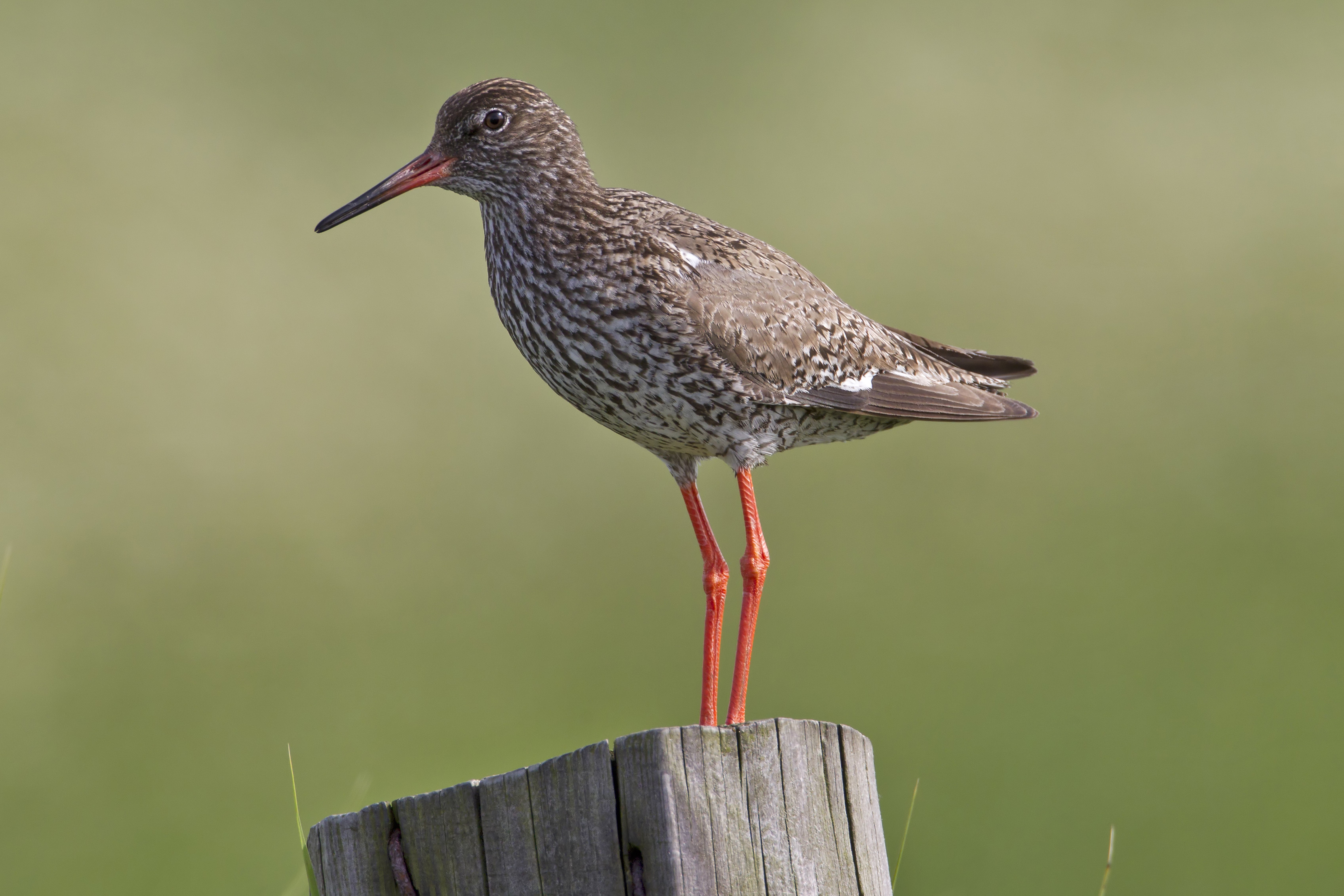
Rödbena

Flymossen är ett myrkomplex med fastmarksöar. Det finns mindre områden med asp, ädellövskog och myrtallskog. Myren har ett rikt fågelliv. Här kan man få se rödbena, trana, ljungpipare, tofsvipa, storspov, tjäder och orre. Området genomkorsas av väg 25 mellan Ljungby och Halmstad. Området kallas också Hästasjömyren och Kanarpsmyren.
Området har varit skyddat sedan 2011.